# Stone Gossard
Stone Carpenter Gossard (Seattle, Washington, 20 de julio de 1966) es un guitarrista estadounidense, fundador, junto a Jeff Ament y Mike McCready, del grupo de rock Pearl Jam.
Gossard es conocido por su trabajo en grupos de grunge en la ciudad de Seattle durante la década de los años 80 antes de Pearl Jam, y ha hecho contribuciones significativas a la industria musical junto a Pearl Jam o sin su compañía.

## Primeros trabajos
Stone creó su primer grupo a principios de los años 80, llamado March of Crimes, banda con la cual se introduciría a la naciente escena musical de Seattle. Gossard formó una gran amistad con su compañero de grupo, el guitarrista Steve Turner, quien asistía a la misma escuela que él. Junto a Turner y otros compañeros funda una de las bandas más influyentes de ese entonces y que se convirtió en referente de la escena de Seattle, Green River. Sin embargo, problemas con Turner provoca la desintegración del grupo y desde entonces, al lado de Jeff Ament, exbajista de Green River, comienzan la creación de un nuevo proyecto, que terminaría con la creación de Mother Love Bone.
A pesar de tener un futuro prometedor, el proyecto de Mother Love Bone debe detenerse debido a la muerte del cantante Andrew Wood. Esto pone de nuevo en marcha a Gossard y Ament para crear un nuevo grupo, al mismo tiempo que participan al lado de Chris Cornell, cantante del grupo Soundgarden, en un homenaje a Wood, que sería llamado Temple of the Dog.

## Pearl Jam

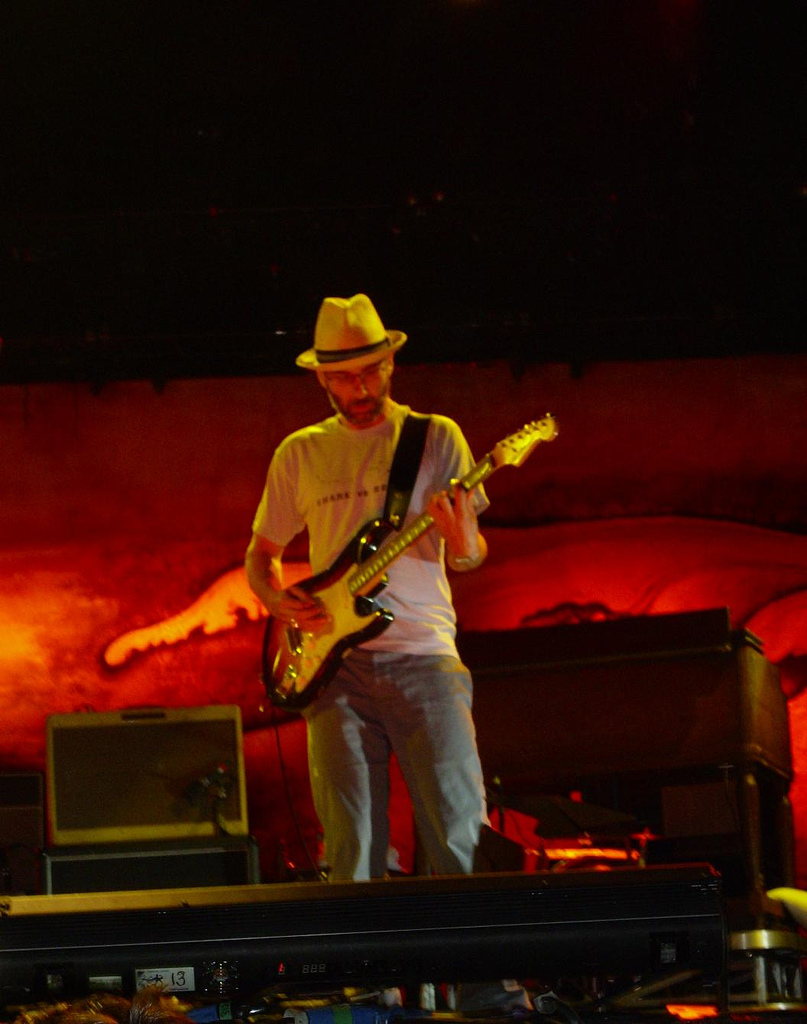
Stone Gossard en concierto en Milán, Italia
Septiembre de 2006.

Es mientras se realizaban las grabaciones del proyecto Temple of the Dog cuando Gossard invita a un viejo conocido suyo, el guitarrista Mike McCready a integrarse al nuevo grupo que estaban formando. De forma paralela a las grabaciones del álbum tributo y ayudados por Matt Cameron, baterista de Soundgarden, graban una serie de demos (conocidos por los fanes como The Gossman Project) para distribuirlos entre sus amigos para buscar un cantante y un baterista. Un extracto de estos demos (el famoso The Stone Gossard Demo '91) es entregado a Jack Irons, el cual lo hace llegar a Eddie Vedder, amigo de Irons y residente en San Diego. El resto es historia, una vez que Vedder se integra al grupo, daría inicio a una de las bandas más influyentes de los años recientes, primero conocida como Mookie Blaylock y después como Pearl Jam.
Desde ese entonces, Stone ha sido parte fundamental de muchos de los grandes éxitos del grupo. Ocho de las Once canciones de Ten, su álbum debut, son escritas principalmente por Gossard, incluyendo "Alive", "Even Flow" y "Black". Si bien siempre ha preferido participar más como parte de un colectivo en donde todos participan en lugar de hacer colaboraciones en solitario, él ha estado detrás de los éxitos más recientes del grupo, como "Do the Evolution" en 1998 o "Life Wasted" en 2006.
Gossard es bien conocido por su estilo rítmico muy pesado, además de su sentido del ritmo. Sus influencias se pueden encontrar en Led Zeppelin, Kiss y Jimi Hendrix, como también en estilos como el funk y el rap. Últimamente también se puede escuchar su participación como guitarrista líder en las más recientes canciones de Pearl Jam. Además de tocar el Bajo y el melotrón, también realiza coros y ha cantado dos canciones para Pearl Jam: "Mankind" (del álbum No Code) y "Don't Gimmie No Lip" (la cual se conocería en su recopilación de rarezas Lost Dogs).

## Otras colaboraciones
Además de Pearl Jam, Gossard es un miembro fundador de Brad, proyecto paralelo que formaría en 1993, y con los cuales ha realizado tres álbumes. También fundó la compañía discográfica "Loosegroove Records" en 1994 junto a su compañero de Brad, Regan Hagar. Loosegroove firmó a grupos de diversos géneros musicales, en especial Rock y Hip Hop. Su lanzamiento más significativo fue el álbum debut de Queens of the Stone Age en 1998. Sin embargo, la compañía decidió cerrar en el año 2000. Además grabó un álbum en solitario llamado Bayleaf en 2001. Es dueño también de los Estudios Litho en Seattle, donde han grabado grupos como Soundgarden, Pearl Jam o Brad.
Apareció como actor en 1992 en la película "Singles" al lado de Matt Dillon. Durante la disputa legal contra Ticketmaster, él junto a Jeff Ament fueron los principales promotores del juicio y aparecieron en 1994 durante los juicios para testificar.